# Stalag V C
Stalag V C war ein Kriegsgefangenenlager für Mannschaftsdienstgrade während des Zweiten Weltkrieges. Das Lager wurde in Malschbach bei Baden-Baden gegründet und existierte auf jeden Fall seit November 1939. Zu diesem Zeitpunkt wurden die Stellen (Lagermannschaft) von Landesschützen-Bataillonen besetzt. Der reguläre Betrieb begann am 28. Februar 1940.
Dem Lager wurde am 14. April 1940 die Feldpostnummer 31686 zugeteilt.
Im Februar 1942 wurde der neue Sitz des Lagers in Offenburg eröffnet. Zum Lager in Offenburg gehörten folgende Zweiglager:
- Malschbach (wahrscheinlich das frühere Hauptlager). Dieses Lager wurde nach dem 14. Dezember 1944 (genaues Datum wurde noch nicht ermittelt) aufgelöst.
- Straßburg, bezeichnet als Stalag V C/Z. Dieses Lager wurde zwischen dem 12. Januar und dem 22. April 1944 (genaues Datum wurde noch nicht ermittelt) aufgelöst.
- Wildbad
- Wildberg (diese Angabe ist nicht sicher).

Hier wurden insgesamt maximal 30.000 kriegsgefangene Soldaten aus folgenden Staaten inhaftiert: Polen, Belgien, Frankreich, Sowjetunion, Jugoslawien, Italien, Großbritannien.
Weitere Daten könnten möglicherweise nach der Auswertung der Urkunden, die im Bundesarchiv-Militärarchiv in Freiburg im Bestand RH49 (Kriegsgefangeneneinrichtungen) bzw. RH53-5/31 (unterstellte Landesschütz-Bataillone) aufbewahrt werden, gewonnen werden.